# James Fitz-James Stuart
James Fitz-James Stuart (Moulins, regne de França, 21 d'agost de 1670 - Philippsburg, Sacre Imperi Romanogermànic, 12 de juny de 1734), sovint conegut com a duc de Berwick, va ser un militar i aristòcrata franco-anglès al servei de Lluís XIV de França durant la Guerra de Successió Espanyola. Era fill il·legítim del rei Jaume II d'Anglaterra i VII d'Escòcia i Arabella Churchill. A Anglaterra va ser el I duc de Berwick, baró Bosworth i comte de Tinmouth; a França, I duc de Fitz-James; i a Espanya, I duc de Llíria i Xèrica i cavaller de l'Orde del Toisó d'Or.
Va ser nomenat comandant en cap de l'exèrcit hispànic borbònic al front peninsular l'any 1704 però va ser destituït després de ser derrotat a la campanya de Portugal i substituït pel comte de Tessé. Després de la derrota patida per aquest, fou nomenat de nou com a comandant en cap i va aconseguir portar les tropes borbòniques a la victòria en la batalla d'Almansa. Rellevat de nou del comandament, fou nomenat novament per tal de dirigir les operacions borbòniques durant el setge de Barcelona de 1713-1714 que culminà en la batalla de l'11 de setembre.

## Perfil biogràfic
El Duc de Berwick era fill il·legítim del rei derrotat d'Anglaterra, Jaume II i d'Arabella Churchill, germana del Duc de Marlborough, qui fou un dels grans comandaments militars de la Guerra de Successió Espanyola, aquest, però, pel bàndol austriacista.
James Fitz-James Stuart va néixer a Moulins-sur-Allier (França) abans de l'accés del seu pare al tron, i va ser criat com a catòlic i educat pels jesuïtes.
El 1695 es va casar amb Honora de Burgh, vídua de Patrick Sarsfield, comte de Lucan. D'aquest enllaç va néixer un fill:
- James Francis Stuart-Fitzjames-Stuart (n. 21 d'octubre de 1696 - m. Nàpols, 2 de juny de 1738), duc de Llíria i Xèrica; casat amb Catalina Ventura Colón de Portugal, duquessa de Veragua i de l'Horta (descendent del descobridor Cristòfol Colom) i comtessa de Gelves.

Vidu el 1698, contreu la seva segona unió, amb Ana Bulkeley, el 1700. D'aquestes noves núpcies van néixer 10 fills.
Entre els seus descendents figuren els duc de Fitzjames (francesos) i els ducs de Llíria (espanyols), que posteriorment entroncarien amb la Casa d'Alba, arribant a l'última persona que portaria el cognom per herència paterna, Cayetana Fitz-James Stuart y de Silva. Altres descendents de la Casa d'Alba porten el cognom familiar Fitz-James Stuart en primer lloc, havent alterat l'ordre dels cognoms per perpetuar el cognom familiar.

## Expedient militar
Va entrar al servei de Carles, duc de Lorena i va ser present al setge de Buda. Fitz-James va rebre el títol de duc de Berwick de mans del seu pare el 1687, baró de Bosworth i comte de Tinmouth. Després va tornar a Hongria i va participar en la batalla de Mohacs.
Retornà posteriorment a Anglaterra i va ser nomenat governador de Portsmouth. El rei Jaume II va nomenar James Fitz-James Cavaller de la Lligacama, però a causa de la revolució gloriosa i la invasió de Guillem d'Orange, la imposició efectiva del títol mai no va tenir lloc.

### Guerra dels Nou Anys
L'any següent James va ser derrotat i Berwick es va exiliar amb ell prenent part activa a la campanya irlandesa entre les forces jacobites i les guillerminas, incloent la batalla del Boyne.

### Exili i servei en l'exèrcit francès
Després de l'exili final del seu pare, Berwick va servir en l'exèrcit francès, participant en les batalles de Steinkirk i de Landen. En l'última, Berwick va ser fet presoner, però intercanviat amb el duc d'Ormonde.

### Guerra de Successió Espanyola
Com a soldat, Berwick va ser altament estimat pel seu valor, la seva capacitat i integritat. Com a resultat del seu distingit servei a la Guerra de Successió Espanyola, es va nacionalitzar francès i va ser nomenat mariscal de França després de la seva encertada expedició contra Niça el 1706.
El 25 d'abril de 1707, Berwick va aconseguir una gran victòria a la batalla d'Almansa contra els partidaris de l'arxiduc Carles (donant-se la paradoxa de què un anglès al capdavant d'un exèrcit majoritàriament francès va derrotar el marquès de Ruvigny, un francès al capdavant d'un exèrcit anglès). Després d'Almansa, Berwick va rebre els títols de duc de Fitz-James i par de França de mans de Lluís XIV.
Felip V d'Espanya també el premià nomenant-lo lloctinent d'Aragó, creant el títol de duc de Llíria i concedint-li en feu la vil·la de Xèrica el 30 de setembre de 1707.
L'últim esdeveniment important en què va participar el duc de Berwick durant la Guerra de Successió Espanyola va ser el setge de Barcelona, on s'incorporà el juliol de 1714. Va arribar a Barcelona amb permís reial per executar tàctiques més agressives, i són conegudes les seves trinxeres en ziga-zaga per poder posar morters arran dels murs. El seu exèrcit llençaria més de 40.000 bombes només durant el mes d'agost. El seu atac feroç suposà la derrota de l'11 de setembre de 1714, després de la qual va ser nomenat capità general de Catalunya
Són conegudes les seves declaracions a Rafael Casanova i a Antoni de Villarroel tot negociant les condicions un cop rendida la ciutat:
| «                         | De Rey a vasallo no hay capitulación, por lo tanto debe someterse sin dilación alguna, pues de lo contrario mandaré el avance de mis tropas, entregándola a saco y cuchillo | » |
| — James Fitz-James Stuart | |   |

### Guerra de la Quàdruple Aliança
Poc després de la capitulació de Barcelona, Berwick va ser designat governador militar de la província francesa de Guyena, on va fer amistat amb Montesquieu. El 1718 es va trobar sota la necessitat d'entrar una vegada més a Espanya amb un exèrcit; i aquesta contra Felip V d'Espanya, i la Seu d'Urgell queia en mans franceses en 31 d'agost de 1719 però la ciutadella de Roses aguantava el setge de Berwick.

### Mort
Després d'una llarga pau, l'any 1733 va ser elegit per a conduir l'exèrcit del Rin a la Guerra de Successió de Polònia, però va resultar mort per una bala de canó al setge de Philippsburg, el 12 de juny de 1734.